# Tmesipteris truncata
Espèce
Tmesipteris truncata est une espèce de plantes vasculaires monilophytes de la famille des Psilotaceae.

## Génétique
Une étude, publiée en 2024, réalisée conjointement par des chercheurs des Jardins botaniques royaux de Kew et de l'Institut botanique de Barcelone sur l'espèce Tmesipteris oblanceolata subsp. linearifolia, une variété rare qui pousse principalement en Nouvelle-Calédonie et dans quelques îles de l'archipel de Vanuatu, renseigne sur le nombre de paires bases de l'espèce qui est estimé par l'étude à 160,45 Gbp (milliards de paires bases). Cela en fait l'espèce qui possède le plus large génome connu. Auparavant, l'espèce qui était détentrice de ce record était Paris japonica qui comptait 148,89 Gbp. À titre de comparaison, le génome des humains comprend 3,1 Gbp et le plus petit génome vivant connu est celui d'un parasite intestinal (Encephalitozoon intestinalis) qui possède seulement 2,6 Mbp.
Les chercheurs n'excluent pas de trouver d'autres espèces possédant des génomes encore plus grands,,.

## Systématique
Le nom correct complet (avec auteur) de ce taxon est Tmesipteris truncata (R.Br.) Desv..
L'espèce a été initialement classée dans le genre Psilotum sous le basionyme Psilotum truncatum R.Br..
Tmesipteris truncata a pour synonymes :
- Bernhardia truncata (R.Br.) K.Mull.
- Bernhardia truncata (R.Br.) Müll.Berol.
- Bernhardia truncata (R.Br.) Müll.Hal.
- Psilotum truncatum R.Br.
- Tmesipteris oblanceolata subsp. linearifolia A.F.Braithw.
- Tmesipteris oblanceolata Copel.
- Tmesipteris tannensis var. truncata (R.Br.) Domin